# Eunapios
Eunapios (řecky: Εὐνάπιος; asi 347 - asi 420) byl starořecký sofista, rétor a historik pocházející ze Sard v Malé Asii. Jeho hlavním dochovaným dílem jsou Životy filozofů a sofistů (starořecky: Βίοι Φιλοσόφων καὶ Σοφιστῶν; latinsky: Vitae sophistarum), sbírka životopisů 24 filozofů a sofistů.

## Život
Ještě jako mladík odešel do Athén, kde se stal žákem rétora Prohairesia. Po návratu do rodného města studoval u svého příbuzného, sofisty Chrysanthia. Měl také značné znalosti medicíny. Zdá se, že v pozdějších letech žil znovu v Athénách, kde vyučoval rétoriku. Byl zasvěcen do eleusinských mystérií, a to posledním hierofantem Nestoriem. Existují důkazy, že žil ještě za vlády Theodosia II., protože zmiňuje událost, která se stala v roce 414. Přesné datum jeho smrti není známo.

## Dílo
Eunapios byl autorem dvou děl. Jeho Univerzální dějiny jsou pokračováním historie Dexippovi a popisovaly události let 270 až 404. Dílo se nedochovalo, ale fakta z něj jsou z velké části začleněna do Zósimova díla.
Životy filozofů a sofistů se dochovaly a jsou cenným zdrojem informací o historii pohanské filozofie té doby, většinou novoplatónské. Jsou prodchnuty hořkým nepřátelstvím vůči křesťanství. V Byzanci byla rozšířena verze knihy, v níž byly vynechány pasáže, které křesťany nejvíce urážely. Probíranými filozofy byli: Plótínos, Porfyrios, Iamblichos, Aedesios, Maximos z Efezu, Priskos z Epiru, Chrysanthios, Epigonos, Beronikianos, Julián z Kappadokie, Prohairesios, Epifanios z Petry, Diofantos Arab, Sopolis, Himerios, Parnasios, Libanios, Akakios z Cesareje, Nymfidianos, Zenón z Kypru, Magnos, Oreibasios, Iónios a Theon.